# 伊莉莎白二世女王島
伊莉莎白二世女王島（英語：Queen Elizabeth II Island），原名阿斯彭島（Aspen Island），是位於澳洲首都領地坎培拉伯利·格里芬湖內的一座人工島。它位於議會三角區內。
該島位於伯利·格里芬湖中央盆地的東南側，通過人行天橋與國王公園相連。國家鐘樓位於島上，人行天橋以約翰·道格拉斯·戈登（John Douglas Gordon）的名字命名。伊莉莎白二世女王島是中央盆地東南端三個島嶼中最大的一個。兩個較小的相鄰島嶼未命名。